# 湘桂新木姜子
湘桂新木姜子（学名：Neolitsea hsiangkweiensis）为樟科新木姜子属下的一个种。

## 扩展阅读
- 維基物種上的相關：湘桂新木姜子